# Ла-Бісбал-д'Ампурда
Ла-Бісба́л-д'Ампурда́ (кат. La Bisbal d'Empordà, вимова літературною каталанською [łə bis'bał dəmpuɾ'ða]) - муніципалітет, розташований в Автономній області Каталонія, в Іспанії. Код муніципалітету за номенклатурою Інституту статистики Каталонії - 170221. Знаходиться у районі (кумарці) Баш-Ампурда (коди району - 10 та BM) провінції Жирона, згідно з новою адміністративною реформою перебуватиме у складі Баґарії (округи) Жирона. 

## Назва муніципалітету
Назва муніципалітету походить від лат. episcŏpāle - "єпископський".

## Населення
| Динаміка населення   | Динаміка населення | Динаміка населення | Динаміка населення | Динаміка населення | Динаміка населення | Динаміка населення | Динаміка населення | Динаміка населення | Динаміка населення | Динаміка населення | Динаміка населення | Динаміка населення | Динаміка населення | Динаміка населення |
|                      | 1497               | 1515               | 1553               | 1717               | 1787               | 1857               | 1877               | 1887               | 1900               | 1910               | 1920               | 1930               | 1940               | 1950               |
| -------------------- | ------------------ | ------------------ | ------------------ | ------------------ | ------------------ | ------------------ | ------------------ | ------------------ | ------------------ | ------------------ | ------------------ | ------------------ | ------------------ | ------------------ |
| Кількість мешканців. | 186                | 199                | 288                | 1 636              | 2 813              | 4 587              | 4 126              | 5 044              | 4 750              | 4 914              | 4 630              | 4 607              | 4 361              | 4 538              |
|                      | 1960               | 1970               | 1981               | 1990               | 1992               | 1994               | 1996               | 1998               | 2000               | 2002               | 2004               | 2006               | 2008               | 2010               |
| Кількість мешканців  | 5 372              | 6 590              | 7 364              | 8 091              | 7 829              | 8 006              | 8 007              | 8 107              | 8 264              | 8 288              | 8 885              | 9 261              | 10 173             | -                  |

Населення міста (у 2007 р.) становить 9.593 особи (з них менше 14 років - 15,6%, від 15 до 64 - 67,6%, понад 65 років - 16,8%). У 2006 р. народжуваність склала 145 осіб, смертність - 75 осіб, зареєстровано 40 шлюбів. У 2001 р. активне населення становило 4.001 особа, з них безробітних - 338 осіб.

Серед осіб, які проживали на території міста у 2001 р., 6.010 народилися в Каталонії (з них 4.633 особи у тому самому районі, або кумарці), 1.557 осіб приїхало з інших областей Іспанії, а 578 осіб приїхало з-за кордону. 

Вищу освіту має 7,2% усього населення. 

У 2001 р. нараховувалося 2.880 домогосподарств (з них 18,6% складалися з однієї особи, 28,2% з двох осіб,22,3% з 3 осіб, 20,3% з 4 осіб, 7% з 5 осіб, 2,6% з 6 осіб, 0,7% з 7 осіб, 0,2% з 8 осіб і 0,2% з 9 і більше осіб).

Активне населення міста у 2001 р. працювало у таких сферах діяльності : у сільському господарстві - 2,5%, у промисловості - 24,3%, на будівництві - 19,8% і у сфері обслуговування - 53,4%. 

 У муніципалітеті або у власному районі (кумарці) працює 3.489 осіб, поза районом - 1.448 осіб.

### Доходи населення
У 2002 р. доходи населення розподілялися таким чином :
| \| Доходи населення за статтями доходів \| Доходи населення за статтями доходів \| Доходи населення за статтями доходів \| \| Рік \| 2002 р. \| 2001 р. \| \| ------------------------------------ \| ------------------------------------ \| ------------------------------------ \| \| Заробітна платня \| 53,7% \| 54,7% \| \| Доходи від ведення бізнесу \| 30,5% \| 30,2% \| \| Соціальна допомога \| 15,7% \| 15% \| |         |         |
| Доходи населення за статтями доходів |         |         |
| Рік | 2002 р. | 2001 р. |
| Заробітна платня | 53,7%   | 54,7%   |
| Доходи від ведення бізнесу | 30,5%   | 30,2%   |
| Соціальна допомога | 15,7%   | 15%     |

### Безробіття
У 2007 р. нараховувалося 347 безробітних (у 2006 р. - 399 безробітних), з них чоловіки становили 40,1%, а жінки - 59,9%.

## Економіка
У 1996 р. валовий внутрішній продукт розподілявся по сферах діяльності таким чином :
| \| Валовий внутрішній продукт \| Валовий внутрішній продукт \| Валовий внутрішній продукт \| \| Рік \| 1996 р. \| 1991 р. \| \| -------------------------- \| -------------------------- \| -------------------------- \| \| Сільське господарство \| 0,8% \| 0% \| \| Промисловість \| 18,6% \| 0% \| \| Будівництво \| 19,1% \| 0% \| \| Послуги \| 61,5% \| 0% \| |         |         |
| Валовий внутрішній продукт |         |         |
| Рік | 1996 р. | 1991 р. |
| Сільське господарство | 0,8%    | 0%      |
| Промисловість | 18,6%   | 0%      |
| Будівництво | 19,1%   | 0%      |
| Послуги | 61,5%   | 0%      |

### Підприємства міста

#### Промислові підприємства
| \| Промислові підприємства міста, за сферою діяльності \| Промислові підприємства міста, за сферою діяльності \| Промислові підприємства міста, за сферою діяльності \| \| Рік \| 2002 р. \| 2001 р. \| \| --------------------------------------------------- \| --------------------------------------------------- \| --------------------------------------------------- \| \| Енергетичні та водні ресурси \| 0% \| 0% \| \| Хімія та метали \| 38,8% \| 37,4% \| \| Переробка металів \| 16,3% \| 16,2% \| \| Продукти харчування \| 13,3% \| 13,1% \| \| Текстиль \| 10,2% \| 12,1% \| \| Виробництво меблів, видання \| 19,4% \| 19,2% \| \| Інше \| 2% \| 2% \| \| Усього підприємств \| 98 \| 99 \| |         |         |
| Промислові підприємства міста, за сферою діяльності |         |         |
| Рік | 2002 р. | 2001 р. |
| Енергетичні та водні ресурси | 0%      | 0%      |
| Хімія та метали | 38,8%   | 37,4%   |
| Переробка металів | 16,3%   | 16,2%   |
| Продукти харчування | 13,3%   | 13,1%   |
| Текстиль | 10,2%   | 12,1%   |
| Виробництво меблів, видання | 19,4%   | 19,2%   |
| Інше | 2%      | 2%      |
| Усього підприємств | 98      | 99      |

#### Роздрібна торгівля
| \| Підприємства роздрібної торгівлі міста, за сферою діяльності \| Підприємства роздрібної торгівлі міста, за сферою діяльності \| Підприємства роздрібної торгівлі міста, за сферою діяльності \| \| Рік \| 2002 р. \| 2001 р. \| \| ------------------------------------------------------------ \| ------------------------------------------------------------ \| ------------------------------------------------------------ \| \| Продукти харчування \| 25,8% \| 25% \| \| Одяг та взуття \| 17,2% \| 16,4% \| \| Товари для дому \| 29% \| 30,2% \| \| Книги та періодичні видання \| 1,8% \| 2,2% \| \| Промислова хімічна продукція \| 7,9% \| 7,5% \| \| Продукція, пов'язана з транспортними засобами \| 2,9% \| 3,4% \| \| Інше \| 15,4% \| 15,3% \| \| Усього підприємств \| 279 \| 268 \| |         |         |
| Підприємства роздрібної торгівлі міста, за сферою діяльності |         |         |
| Рік | 2002 р. | 2001 р. |
| Продукти харчування | 25,8%   | 25%     |
| Одяг та взуття | 17,2%   | 16,4%   |
| Товари для дому | 29%     | 30,2%   |
| Книги та періодичні видання | 1,8%    | 2,2%    |
| Промислова хімічна продукція | 7,9%    | 7,5%    |
| Продукція, пов'язана з транспортними засобами | 2,9%    | 3,4%    |
| Інше | 15,4%   | 15,3%   |
| Усього підприємств | 279     | 268     |

#### Сфера послуг
| \| Підприємства міста, що працюють у сфері послуг, за діяльністю \| Підприємства міста, що працюють у сфері послуг, за діяльністю \| Підприємства міста, що працюють у сфері послуг, за діяльністю \| \| Рік \| 2002 р. \| 2001 р. \| \| ------------------------------------------------------------- \| ------------------------------------------------------------- \| ------------------------------------------------------------- \| \| Гуртова торгівля \| 7,7% \| 7,4% \| \| Готелі та готельний бізнес \| 18,1% \| 18,6% \| \| Транспорт та зв'язок \| 12,9% \| 13,2% \| \| Посередницькі фінансові послуги \| 5,8% \| 6,1% \| \| Послуги підприємствам \| 6,8% \| 6,8% \| \| Послуги фізичним особам \| 35,2% \| 35,8% \| \| Нерухомість та ін. \| 13,5% \| 12,2% \| \| Усього підприємств \| 310 \| 296 \| |         |         |
| Підприємства міста, що працюють у сфері послуг, за діяльністю |         |         |
| Рік | 2002 р. | 2001 р. |
| Гуртова торгівля | 7,7%    | 7,4%    |
| Готелі та готельний бізнес | 18,1%   | 18,6%   |
| Транспорт та зв'язок | 12,9%   | 13,2%   |
| Посередницькі фінансові послуги | 5,8%    | 6,1%    |
| Послуги підприємствам | 6,8%    | 6,8%    |
| Послуги фізичним особам | 35,2%   | 35,8%   |
| Нерухомість та ін. | 13,5%   | 12,2%   |
| Усього підприємств | 310     | 296     |

## Житловий фонд
У 2001 р. 2,3% усіх родин (домогосподарств) мали житло метражем до 59 м2, 30,6% - від 60 до 89 м2, 41,6% - від 90 до 119 м2 і
25,5% - понад 120 м2.

З усіх будівель у 2001 р. 18,5% було одноповерховими, 56,1% - двоповерховими, 18,6
% - триповерховими, 4,6% - чотириповерховими, 2,1% - п'ятиповерховими, 0% - шестиповерховими,
0% - семиповерховими, 0,2% - з вісьмома та більше поверхами.

## Автопарк
| \| Автомобілі, зареєстровані у місті, за призначенням \| Автомобілі, зареєстровані у місті, за призначенням \| Автомобілі, зареєстровані у місті, за призначенням \| \| Рік \| 2006 р. \| 2005 р. \| \| -------------------------------------------------- \| -------------------------------------------------- \| -------------------------------------------------- \| \| Приватні автомобілі \| 66,9% \| 68,3% \| \| Мотоцикли \| 9,3% \| 8,5% \| \| Вантажівки \| 21% \| 20,6% \| \| Трактори \| 0,4% \| 0,5% \| \| Автобуси та ін. \| 2,3% \| 2,2% \| \| Усього автомобілів \| 7.210 шт. \| 7.026 шт. \| |           |           |
| Автомобілі, зареєстровані у місті, за призначенням |           |           |
| Рік | 2006 р.   | 2005 р.   |
| Приватні автомобілі | 66,9%     | 68,3%     |
| Мотоцикли | 9,3%      | 8,5%      |
| Вантажівки | 21%       | 20,6%     |
| Трактори | 0,4%      | 0,5%      |
| Автобуси та ін. | 2,3%      | 2,2%      |
| Усього автомобілів | 7.210 шт. | 7.026 шт. |

## Вживання каталанської мови
У 2001 р. каталанську мову у місті розуміли 94,5% усього населення (у 1996 р. - 96,8%), вміли говорити нею 80,9% (у 1996 р. - 
85,5%), вміли читати 79,9% (у 1996 р. - 82,2%), вміли писати 58,9
% (у 1996 р. - 59%). Не розуміли каталанської мови 5,5%.

## Політичні уподобання
У виборах до Парламенту Каталонії у 2006 р. взяло участь 3.826 осіб (у 2003 р. - 4.265 осіб). Голоси за політичні сили розподілилися таким чином:
| \| Вибори до Парламенту Каталонії \| Вибори до Парламенту Каталонії \| Вибори до Парламенту Каталонії \| \| Рік \| 2006 р. \| 2003 р. \| \| -------------------------------------- \| ------------------------------ \| ------------------------------ \| \| Конвергенція та Єднання (CiU) \| 32,1% \| 34,4% \| \| Соціалістична партія Каталонії (PSC) \| 27,1% \| 28,2% \| \| Народна партія (PP) \| 5,1% \| 5,1% \| \| Ініціатива за Каталонію — Зелені (ICV) \| 8,7% \| 5,5% \| \| Республіканська лівиця Каталонії (ERC) \| 23,8% \| 25,2% \| \| Громадяни — Громадянська партія (C's) \| 0,5% \| 0% \| \| Інші \| 2,8% \| 1,6% \| |         |         |
| Вибори до Парламенту Каталонії |         |         |
| Рік | 2006 р. | 2003 р. |
| Конвергенція та Єднання (CiU) | 32,1%   | 34,4%   |
| Соціалістична партія Каталонії (PSC) | 27,1%   | 28,2%   |
| Народна партія (PP) | 5,1%    | 5,1%    |
| Ініціатива за Каталонію — Зелені (ICV) | 8,7%    | 5,5%    |
| Республіканська лівиця Каталонії (ERC) | 23,8%   | 25,2%   |
| Громадяни — Громадянська партія (C's) | 0,5%    | 0%      |
| Інші | 2,8%    | 1,6%    |

У муніципальних виборах у 2007 р. взяло участь 4.014 осіб (у 2003 р. - 4.126 осіб). Голоси за політичні сили розподілилися таким чином:
| \| Муніципальні вибори \| Муніципальні вибори \| Муніципальні вибори \| \| Рік \| 2007 р. \| 2003 р. \| \| -------------------------------------- \| ------------------- \| ------------------- \| \| Конвергенція та Єднання (CiU) \| 18,7% \| 12,8% \| \| Соціалістична партія Каталонії (PSC) \| 37,2% \| 54,4% \| \| Народна партія (PP) \| 2,9% \| 3,1% \| \| Ініціатива за Каталонію — Зелені (ICV) \| 9,4% \| 8% \| \| Республіканська лівиця Каталонії (ERC) \| 31,8% \| 21,2% \| \| Громадяни — Громадянська партія (C's) \| 0% \| 0% \| \| Інші \| 0% \| 0,5% \| |         |         |
| Муніципальні вибори |         |         |
| Рік | 2007 р. | 2003 р. |
| Конвергенція та Єднання (CiU) | 18,7%   | 12,8%   |
| Соціалістична партія Каталонії (PSC) | 37,2%   | 54,4%   |
| Народна партія (PP) | 2,9%    | 3,1%    |
| Ініціатива за Каталонію — Зелені (ICV) | 9,4%    | 8%      |
| Республіканська лівиця Каталонії (ERC) | 31,8%   | 21,2%   |
| Громадяни — Громадянська партія (C's) | 0%      | 0%      |
| Інші | 0%      | 0,5%    |